# Hypsoblennius gentilis
Hypsoblennius gentilis är en fiskart som först beskrevs av Girard, 1854.  Hypsoblennius gentilis ingår i släktet Hypsoblennius och familjen Blenniidae. IUCN kategoriserar arten globalt som livskraftig. Inga underarter finns listade i Catalogue of Life.